# Riacho Paleiros
O Riacho Paleiros, também conhecido por Riacho das Almas, é um riacho (um pequeno rio) brasileiro que banha o estado da Paraíba.